# Dineutus ciliatus
Dineutus ciliatus es una especie de escarabajo del género Dineutus, familia Gyrinidae. Fue descrita científicamente por Forsberg en 1821.
Habita en México, Canadá y los Estados Unidos (desde Maine y Florida hasta Misuri y Texas). La especie mide 11.5–14.6 mm. La parte ventral suele ser amarilla o marrón. Habita en pequeños arroyos.